# Liste der Bodendenkmäler in Riedenheim
Auf dieser Seite sind die Bodendenkmäler in der unterfränkischen Gemeinde Riedenheim zusammengestellt. Diese Tabelle ist eine Teilliste der Liste der Bodendenkmäler in Bayern. Grundlage ist die Bayerische Denkmalliste, die auf Basis des Bayerischen Denkmalschutzgesetzes vom 1. Oktober 1973 erstmals erstellt wurde und seither durch das Bayerische Landesamt für Denkmalpflege geführt wird. Die folgenden Angaben ersetzen nicht die rechtsverbindliche Auskunft der Denkmalschutzbehörde.

## Bodendenkmäler der Gemeinde Riedenheim

### Bodendenkmäler in der Gemarkung Aufstetten
| Lage                  | Objekt                                             | Akten-Nr.     | Bild |
| --------------------- | -------------------------------------------------- | ------------- | ---- |
| Aufstetten (Standort) | Siedlung des Neolithikums und der Urnenfelderzeit. | D-6-6425-0012 |      |

### Bodendenkmäler in der Gemarkung Riedenheim
| Lage                  | Objekt | Akten-Nr.     | Bild |
| --------------------- | --- | ------------- | ---- |
| Riedenheim (Standort) | Körpergräber vor- und frühgeschichtlicher Zeitstellung. | D-6-6425-0014 |      |
| Riedenheim (Standort) | Siedlung der Hallstattzeit. | D-6-6425-0038 |      |
| Riedenheim (Standort) | Siedlung des jüngeren Neolithikums. | D-6-6425-0039 |      |
| Riedenheim (Standort) | Siedlung der Urnenfelderzeit und der jüngeren Latènezeit. | D-6-6425-0040 |      |
| Riedenheim (Standort) | Grabhügel vorgeschichtlicher Zeitstellung. | D-6-6425-0041 |      |
| Riedenheim (Standort) | Grabhügel vorgeschichtlicher Zeitstellung. | D-6-6425-0042 |      |
| Riedenheim (Standort) | Grabhügel vorgeschichtlicher Zeitstellung. | D-6-6425-0043 |      |
| Riedenheim (Standort) | Grabhügel der späten Hallstattzeit. | D-6-6425-0044 |      |
| Riedenheim (Standort) | Siedlung der Linearbandkeramik. | D-6-6425-0045 |      |
| Riedenheim (Standort) | Archäologische Befunde des Mittelalters und der frühen Neuzeit im Bereich des Ortskernes von Riedenheim.                                                                    | D-6-6425-0109 |      |
| Riedenheim (Standort) | Archäologische Befunde im Bereich der spätneuzeitlichen Katholischen Pfarrkirche St. Laurentius von Riedenheim mit mittelalterlichen und frühneuzeitlichen Vorgängerbauten. | D-6-6425-0110 |      |
| Riedenheim (Standort) | Archäologische Befunde im Bereich der im Kern mittelalterlichen, in der frühen Neuzeit überformten Katholischen Friedhofskapelle St. Michael in Riedenheim.                 | D-6-6425-0111 |      |
| Riedenheim (Standort) | Archäologische Befunde im Bereich des frühneuzeitlichen Vorgängerbaues der spätneuzeitlichen Katholischen Kapelle Zur Heiligen Familie bei Oberhausen.                      | D-6-6425-0114 |      |
| Riedenheim (Standort) | Archäologische Befunde im Bereich der ehemalige frühneuzeitlichen Dorfbefestigung in Riedenheim.                                                                            | D-6-6425-0122 |      |

### Bodendenkmäler in der Gemarkung Röttingen
| Lage                 | Objekt                                     | Akten-Nr.     | Bild |
| -------------------- | ------------------------------------------ | ------------- | ---- |
| Röttingen (Standort) | Grabhügel vorgeschichtlicher Zeitstellung. | D-6-6425-0062 |      |

### Bodendenkmäler in der Gemarkung Sonderhofen
| Lage                   | Objekt                               | Akten-Nr.     | Bild |
| ---------------------- | ------------------------------------ | ------------- | ---- |
| Sonderhofen (Standort) | Spätmittelalterliche Wüstung Erlach. | D-6-6425-0077 |      |

### Bodendenkmäler in der Gemarkung Stalldorf
| Lage                 | Objekt | Akten-Nr.     | Bild |
| -------------------- | --- | ------------- | ---- |
| Stalldorf (Standort) | Siedlung der späten Urnenfelder- und frühen Hallstattzeit sowie der jüngeren Latènezeit.                                                          | D-6-6425-0023 |      |
| Stalldorf (Standort) | Bestattungsplatz vorgeschichtlicher Zeitstellung mit Grabhügeln.                                                                                  | D-6-6425-0048 |      |
| Stalldorf (Standort) | Vorgeschichtliche Grabhügel, daraus Funde der Hallstattzeit.                                                                                      | D-6-6425-0049 |      |
| Stalldorf (Standort) | Grabhügel der mittleren und späten Bronzezeit. | D-6-6425-0050 |      |
| Stalldorf (Standort) | Grabhügel der Hallstattzeit. | D-6-6425-0051 |      |
| Stalldorf (Standort) | Grabhügel vorgeschichtlicher Zeitstellung. | D-6-6425-0052 |      |
| Stalldorf (Standort) | Grabhügel vorgeschichtlicher Zeitstellung. | D-6-6425-0053 |      |
| Stalldorf (Standort) | Grabhügel vorgeschichtlicher Zeitstellung. | D-6-6425-0054 |      |
| Stalldorf (Standort) | Grabhügel vorgeschichtlicher Zeitstellung. | D-6-6425-0055 |      |
| Stalldorf (Standort) | Grabhügel vorgeschichtlicher Zeitstellung. | D-6-6425-0056 |      |
| Stalldorf (Standort) | Spätkeltische Viereckschanze. | D-6-6425-0057 |      |
| Stalldorf (Standort) | Spätkeltische Viereckschanze. | D-6-6425-0058 |      |
| Stalldorf (Standort) | Siedlung der Hallstattzeit. | D-6-6425-0059 |      |
| Stalldorf (Standort) | Siedlung des Neolithikums. | D-6-6425-0092 |      |
| Stalldorf (Standort) | Siedlung der Metallzeit. | D-6-6425-0115 |      |
| Stalldorf (Standort) | Archäologische Befunde des Mittelalters und der frühen Neuzeit im Bereich des Ortskernes von Stalldorf.                                           | D-6-6425-0116 |      |
| Stalldorf (Standort) | Archäologische Befunde im Bereich der mittelalterlichen und frühneuzeitlichen Dorfmauer in Stalldorf.                                             | D-6-6425-0117 |      |
| Stalldorf (Standort) | Archäologische Befunde im Bereich der frühneuzeitlichen Katholischen Pfarrkirche St. Laurentius von Stalldorf mit Körperbestattungen im Kirchhof. | D-6-6425-0118 |      |

### Bodendenkmäler in der Gemarkung Tiefenthal
| Lage                  | Objekt                                                                        | Akten-Nr.     | Bild |
| --------------------- | ----------------------------------------------------------------------------- | ------------- | ---- |
| Tiefenthal (Standort) | Freilandstation des Mesolithikums und Siedlung des Jung- und Endneolithikums. | D-6-6425-0037 |      |